# Primavera Rosa
A Primavera Rosa foi uma corrida profissional feminina de elite de ciclismo de estrada de um dia, realizada entre 1999 e 2005 na Ligúria, Itália, como parte da Taça do Mundo de Ciclismo Feminina. A corrida foi uma versão feminina da Milão-Sanremo sendo organizada no mesmo dia e terminando em Sanremo pouco antes dos homens, mas percorrendo uma distância menor, daí que a partida ocorria em Varazze. A edição de 2006 foi inicialmente planeada, mas cancelada antes do evento.
Em 2023, a RCS Sport anunciou que uma edição feminina do Milão-Sanremo seria realizada a partir de 2024. Não está claro se a corrida usará o nome Primavera Rosa.

## Palmarés
| Ano  | Vencedor          | Segundo              | Terceiro         |
| ---- | ----------------- | -------------------- | ---------------- |
| 1999 | Sara Felloni      | Gabriella Pregnolato | Chantal Beltman  |
| 2000 | Diana Žiliūtė     | Ina-Yoko Teutenberg  | Giovanna Troldi  |
| 2001 | Susanne Ljungskog | Mirjam Melchers      | Sara Felloni     |
| 2002 | Mirjam Melchers   | Diana Žiliūtė        | Chantal Beltman  |
| 2003 | Zulfiya Zabirova  | Regina Schleicher    | Rochelle Gilmore |
| 2004 | Zulfiya Zabirova  | Mirjam Melchers      | Oenone Wood      |
| 2005 | Trixi Worrack     | Nicole Cooke         | Oenone Wood      |